# Àntim VI de Constantinoble
Àntim VI de Constantinoble (en grec Ἄνθιμος Στ') (Illa Kutali, 1790 - † Kandilli, Üsküdar, Istanbul, 1878) va ser Patriarca de Constantinoble en tres ocasions, des del 16 de desembre del 1845 al 30 d'octubre del 1848, des del 6 d'octubre del 1853 al 3 d'octubre del 1855 i des del 17 de setembre del 1871 al 12 d'octubre del 1873.
Havia nascut a l'illa d'Ekinlik, a la Propòntida, i després d'un temps al Mont Atos va ser nomenat metropolità de Serres (1829), més tard de Bursa, a partir del juny de 1833 i també d'Efes el 1837.
Una setmana després de la mort de Meleci III, el 4 de desembre de 1845, va ser elegit patriarca el metropolità d'Efes, Àntim Ioannidis, càrrec que va mantenir fins al 1848, quan va renunciar al càrrec i es va retirar a la vida monàstica, de vegades a Constantinoble i de vegades al Mont Atos. Vuit dies després de la mort de Germà IV el 1853 va tornar a ser elegit patriarca, i va ocupar la seu fins a l'octubre de 1855, quan es va retirar de nou a la vida privada. El 5 de setembre de 1871, va ser elegit per tercera vegada, i Àntim, tot i la seva avançada edat, es va veure capaç de dirigir l'Església fins que l'any 1873 va renunciar de nou i es va retirar al poble de Kandilli al Bòsfor, on va morir als inicis de 1878.